# 梅枝町 (台中市)
梅枝町（うめがえちょう）は、日本統治時代の台湾の台中州台中市の地名。若松町と初音町の北に位置した。現在の原子街、中正路、五権路、太平路の一帯が該当する。 

## 町内の施設
- 火葬場（現在の東興市場）